# Boris Holban
Boris Holban (n. 20 aprilie 1908, Otaci, raionul Ocnița, Republica Moldova – d. 27 iunie 2004, Étampes, Île-de-France, Franța), născut Baruch Bruhman și cunoscut și sub numele conspirative de Roger și Olivier, a fost un comunist român de origine evreiască, organizatorul și conducătorul militar al grupului de rezistenți FTP-MOI (Francs-tireurs et partisans – Main-d'Oeuvre Immigrée⁠(fr)[traduceți] care a activat în Paris în perioada 1942-1944.

## Biografie
Baruch Bruhman s-a născut în 1908 în Atachi, sat aflat atunci în regiunea Cernăuți a guberniei Basarabia din Imperiul Rus.
În 1929 a aderat la Partidul Comunist Român, regiunea Hotin aflându-se în componența României ca urmare a Unirii Basarabiei cu România. Pentru acțiunile desfășurate a fost arestat și condamnat la 6 ani de închisoare, fiind însă amnistiat în 1932. A părăsit România în 1937 cu intenția de a se angaja în Brigăzile Internaționale pentru a lupta în Spania, trecând mai întâi prin Cehoslovacia și ajungând în vara lui 1938 în Franța. Datorită hotărârii guvernului spaniol din septembrie 1938 de a retrage Brigăzile Internaționale de la câmpurile de luptă, a rămas la Paris unde a militat în grupul de limbă română al organizației Main-d’œuvre immigrée (MOI). În 1939 s-a angajat în armata franceză, fiind repartizat la un regiment de voluntari străini. A fost luat prizonier de germani fiind închis în fortăreața de la Metz de unde a evadat cu ajutorul unei călugărițe, Hélène Studler⁠(fr)[traduceți] (1891 - 1944), care organizase o rețea pentru a ajuta evadarea și refugierea în Franța a prizonierilor de război.
Ajuns la Paris, Bruhman a recrutat luptători antifasciști organizând în martie 1942 grupul parizian FTP-MOI, prin fuziunea cu Organizația Specială a Mâinii de lucru Imigrante (Organisation Spéciale – OS-MOI) condusă de Joseph Boczor⁠(fr)[traduceți]. Acest grup a desfășurat numeroase acțiuni împotriva ocupanților germani precum sabotaje și atacuri împotriva militarilor germani izolați sau în grupuri. Fiind în dezacord cu direcția Partidul Comunist Francez care cerea intensficarea acțiunilor, Bruhman  a fost demis de la conducerea grupului în iulie 1943, fiind înlocuit de Missak Manuchian⁠(fr)[traduceți].
Ca urmare a asasinării, pe 28 septembrie 1943, a generalului SS Julius Ritter⁠(fr)[traduceți], șeful biroului pentru Franța al Serviciului de Muncă Obligatorie⁠(fr)[traduceți] (în franceză STO, Service du Travail Obligatoire), acțiunile realizate de Poliția franceză pentru identificare rezistenților s-au intensificat, astfel încât până la mijlocul lunii noiembrie au fost arestați 68 de membri ai organizației, printre care și cei cunoscuți sub numele de grupul Afișul roșu⁠(fr)[traduceți].
Ca urmare a acestor arestări, Bruhman a revenit la conducerea militară a grupului, din noiembrie 1943 până la eliberarea Parisului, în august 1944, când a fost numit comandant al Batalionului 51/22 format din voluntari străini. După terminarea celui de-al Doilea Război Mondial, la sugestia conducătorilor Partidului Comunist Francez, s-a întors în România, unde a fost ridicat la gradul de general și a ocupat diferite funcții în armată. În această perioadă și-a schimbă numele în Boris Holban. În 1950, în perioada epurărilor, a fost demis din armată și trimis ca inginer într-o fabrică de textile, domeniu în care a lucrat până la ieșirea la pensie în 1970.
În 1979 a obținut o viză turistică pentru SUA pentru a-și vizita frații care erau stabiliți acolo, cu care ocazie a vizitat și Franța. În 1984 s-a instalat definitiv în Franța, obținând naturalizarea zece ani mai târziu. După reîntoarcerea sa în Franța o polemică a agitat istoricii care studiau rezistența franceză, polemică la care a participat și Meliné Manuchian, privind responsabilitatea lui Holban în capturarea și executarea grupului Manuchian, acuzații pe care acesta le-a respins în cartea de memorii Testament, publicată în 1989. În 1999 a publicat o altă carte dedicată sorei Hélène.
Boris Holban a murit la 27 iunie 2004 și a fost înmormântat la cimitirul din Bagneux.

## Decorații
La 8 mai 1994, cu ocazia festivităților de comemorare a victoriei împotriva Germaniei hitleriste, Boris Holban a fost numit cavaler al Ordinului Legiunii de onoare de către președintele Franței François Mitterand.

## Cărți publicate
- Boris Holban, Testament, Calmann-Lévy, Paris, 1989, ISBN 978-2702117781, 324 pagini
- Boris Holban, Hélène Studler, la passeuse de liberté; la vie héroïque d'une religieuse, grande patriote et grande résistante messine, Gérard Klopp Editeur, 1999, ISBN 9782911992353, 95 pagini